# (6827) Wombat
(6827) Wombat (1990 SN4) – planetoida z grupy pasa głównego asteroid okrążająca Słońce w ciągu 4,18 lat w średniej odległości 2,6 j.a. Odkryta 27 września 1990 roku.